# Casaralta
Casaralta S.p.A., aussi appelée Officine di Casaralta, était une entreprise italienne de construction mécanique, spécialisée dans le secteur ferroviaire et tramway, et fabricant d'équipements électromécaniques. Sa production est restée concentrée essentiellement sur le marché italien, avec des véhicules ferroviaires produits aussi bien pour les chemins de fer nationaux FS que pour des compagnies régionales assurant un service public de transports. En 1993, la société est incorporée dans le groupe Firema S.p.A., cessant définitivement sa production en 2003.

## Histoire
La société Officine Nobili a été créée le 14 avril 1895 par Clemente Nobili dans la zone de Casaralta, à côté de la Via Ferrarese le long de la voie de tramways Bologne-Pieve di Cento et Bologne-Malassociazione. L'usine a commencé son activité avec la production de meubles et d'ameublements en bois, puis est devenue un producteur de matéreils ferroviaires et tramways, dont certains ont également été exportés à l'étranger grâce à un importateur américain.
À la mort de Clemente Nobili, son usine est restée en activité et est devenue une filiale des Officine Meccaniche Reggiane, une entreprise de constructions ferroviaires fondée en 1901. En 1919, l'usine est rachetée par Cesare Donati et Carlo Regazzoni qui la baptisent Officine di Casaralta et poursuivent la production de matériel ferroviaire et d'équipements mécaniques.
Après la crise d'après-guerre, Carlo Regazzoni reprend seul l'entreprise, la réorganise et se concentre sur la maintenance du matériel ferroviaire roulant des FS et la production de tramways. En 1935, l'entreprise qui subit les effets de la crise économique des années 1930, est sauvée de la faillite grâce à l'intervention de la holding d'État, créée par Mussolini, l'IRI. Le 9 mars 1935, elle est renommée Società Anonima Officine di Casaralta.
Après la Seconde Guerre mondiale, la société oeuvre largement à la reconstruction du pays avec la réparation de tous les types de matériel ferroviaire roulant mais, des années plus tardn une fois le matériel réparé et remis en service, elle connait une nouvelle crise et est mise en liquidation.
En 1955, l'entreprise est reconstituée, abandonne le secteur de la réparation pour se consacrer au développant et à la construction de nouveaux matériels ferroviaires. Dans les années 1971, la société "Casaralta" prend une participation dans le capital lors de la création de la société Officine Meccaniche Casertane S.p.A..
Dans les années 1980, elle investit beaucoup dans l'innovation technologique pour les futurs matériels ferroviaires neufs au détriment du secteur de la transformation et la reconstruction de matériels anciens, jusque-là prédominants. Les commandes publiques se sont avérées fondamentales pour la survie de l'entreprise, affectée par la concurrence du transport routier et par les directives européennes qui ont pour effet de pénaliser le transport ferroviaire au profit du transport routier.
Dans les années 1990, les premiers signes de crise sont ressentis par l'ensemble des entreprises du secteur ferroviaire européen, avec la fermeture de nombreuses entreprises importantes. En Italie, le secteur a été impacté :
- en 1989, fermeture du département ferroviaire des Officine Meccaniche Reggiane,
- en 1996, rachat de Tecnomasio par Adtranz,
- en 2001, vente de Fiat Ferroviaria à Alstom,
- en 2003, fermeture des Officine Meccaniche della Stanga de Padoue.

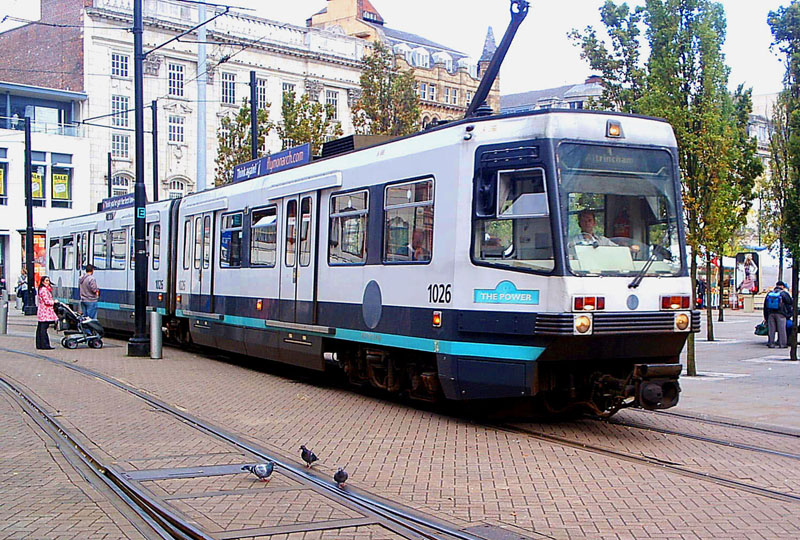
Tramways AnsaldoBreda Firema T-68 du Metrolink de Manchester

En 1990, la société a contribué à la formation du consortium Firema Trasporti S.p.A. comprenant :
- Officine Fiore - Ercolano (Naples),
- Officine Meccaniche Casertane - Caserta,
- Ercole Marelli Trazione - Milan,
- Metalmeccanica Lucana Tito Scalo (PZ),
- Retam Service - Milan, Spello (PG),
- Officine Meccaniche della Stanga - Padoue,
- Officine di Cittadella - Padoue.

L'usine a commencé à traiter des commandes pour les marchés étrangers, notamment en France, pour qui elle a construits des matériels qui sont ensuite été terminés en France. L'entreprise a également fabriqué les 32 rames de tramway T-68 (en) du Metrolink de Manchester.
En 2003, toutes les activités industrielles ont été transférées dans les usines Firema et la démolition du siège historique de via Ferrarese a commencé en 2010.

## Galerie photographique

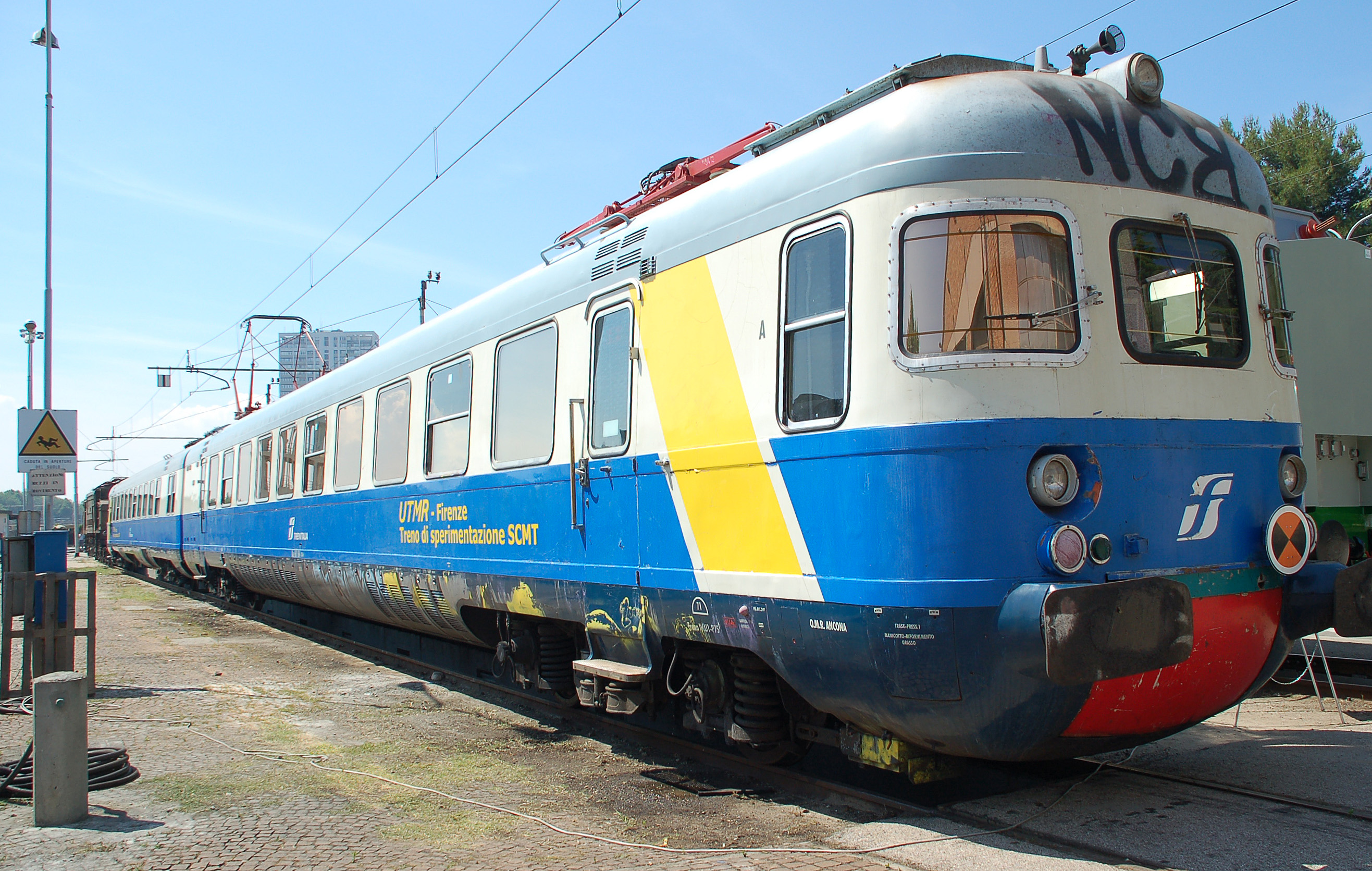
FS ALe.601
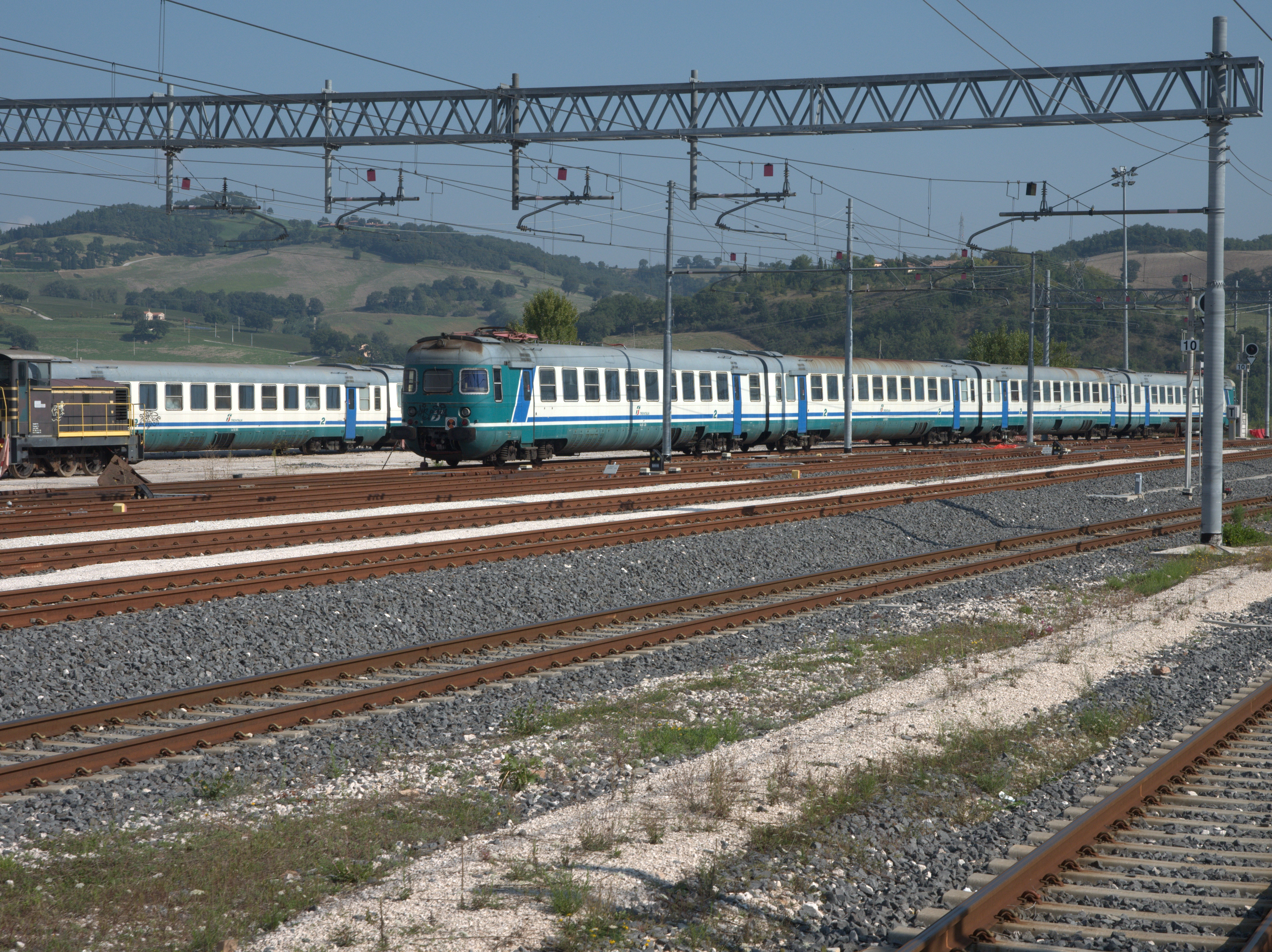
Rame FS ALe.841
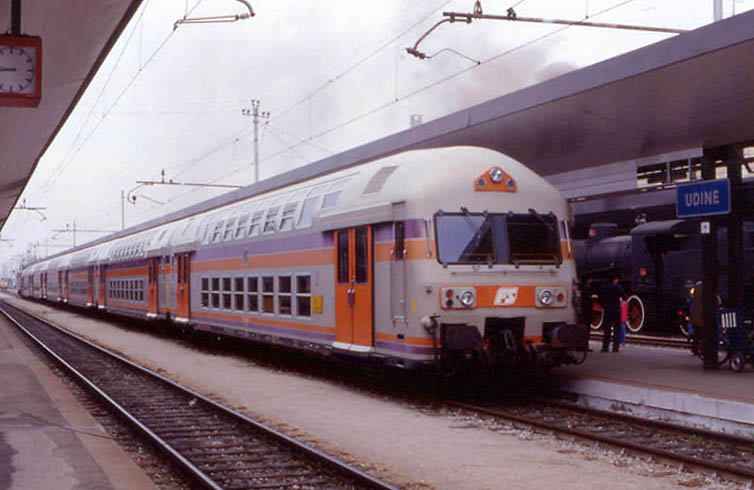
98 rames "Casaralta Tipo 1979"
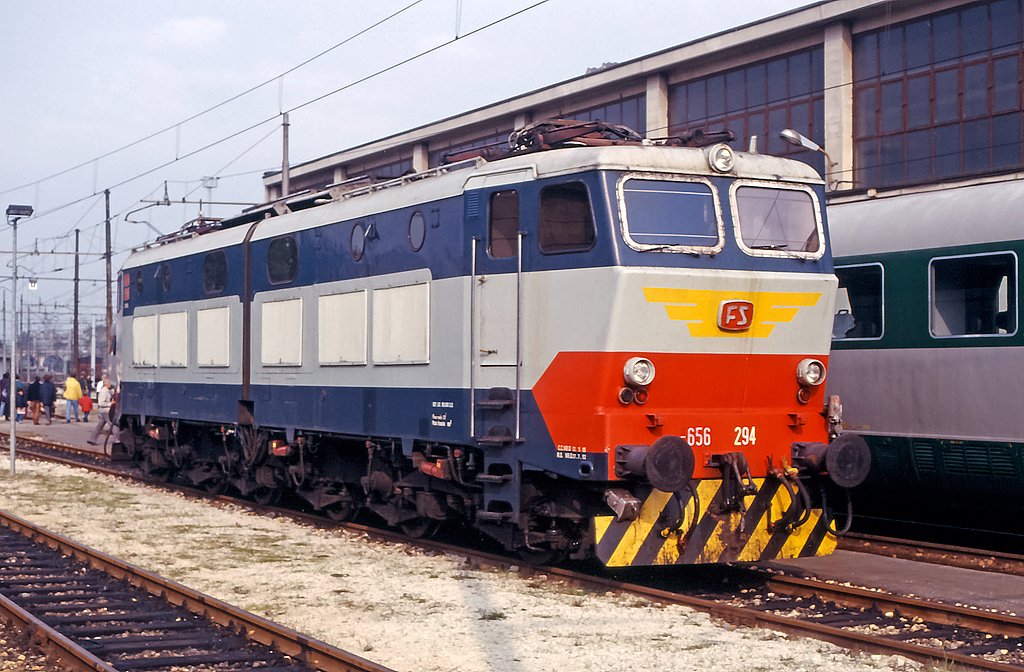
Locomotive FS E.656/E.655